# География Азербайджана
Азербайджан находится в восточном полушарии. Испания, Греция, Турция, Корея находятся почти на одинаковых с Азербайджаном широтах. Территория республики с севера на юг равна 400 км, с запада на восток — 500 км. Страна расположена между 38°25′ и 41°55′ северной широты и 44°50′ и 50°51′ восточной долготы. Площадь территории — 86,6 тыс. км², численность населения составляет 10 млн человек (2019).
Основная часть территории Азербайджана расположена между юго-восточными частями горной системы Большого и Малого Кавказа, а также Талыша. Берега Каспийского моря изрезаны слабо. Протяжённость береговой линии 713 км. Крупные полуострова — Апшеронский, Куринская коса, Сара; удобные заливы — Апшеронский, Кирова (Кызылагач), Бакинская бухта; крупные острова — Жилой и Артёма (последний дамбой соединён с берегом) — в Апшеронском архипелаге. Острова Бакинского архипелага мелкие.

## Геологическое строение
Территория Азербайджана расположена на востоке Кавказского сегмента Альпийской геосинклинальной области. С востока к Азербайджану примыкает огромная меридиональная депрессия Каспийского моря. Северная часть Азербайджана охватывает восточный отрезок сложно построенного южного крыла мегантиклинория Большого Кавказа, а также область его юго-восточного погружения. В строении этой части Азербайджана участвуют главным образом осадочные отложения юрской, меловой, палеогеновой, неогеновой и антропогеновой систем. Наиболее характерны из них: глинисто-сланцевые толщи средней юры, флишевые образования поздней юры — раннего палеогена и олигоценнеогеновые молассы. В юго-восточном направлении древние слои сменяются всё более молодыми, и линейная складчатость замещается промежуточной и прерывистой. У южного подножия Большого Кавказа, в полосе Шеки — Шемахы развиты вулканогенные образования средней юры и мела.
Центральная часть Азербайджана относится к области Куринской межгорной впадины, характеризующейся накоплением мощной толщи неогеново-антропогеновых моласс. Эти отложения в полосе к югу от продольной Алазань-Агричайской депрессии смяты в крутые, отчасти надвинутые к югу, складки, а в пределах Кура-Араксинской низменности образуют пологие брахиантиклинальные поднятия.

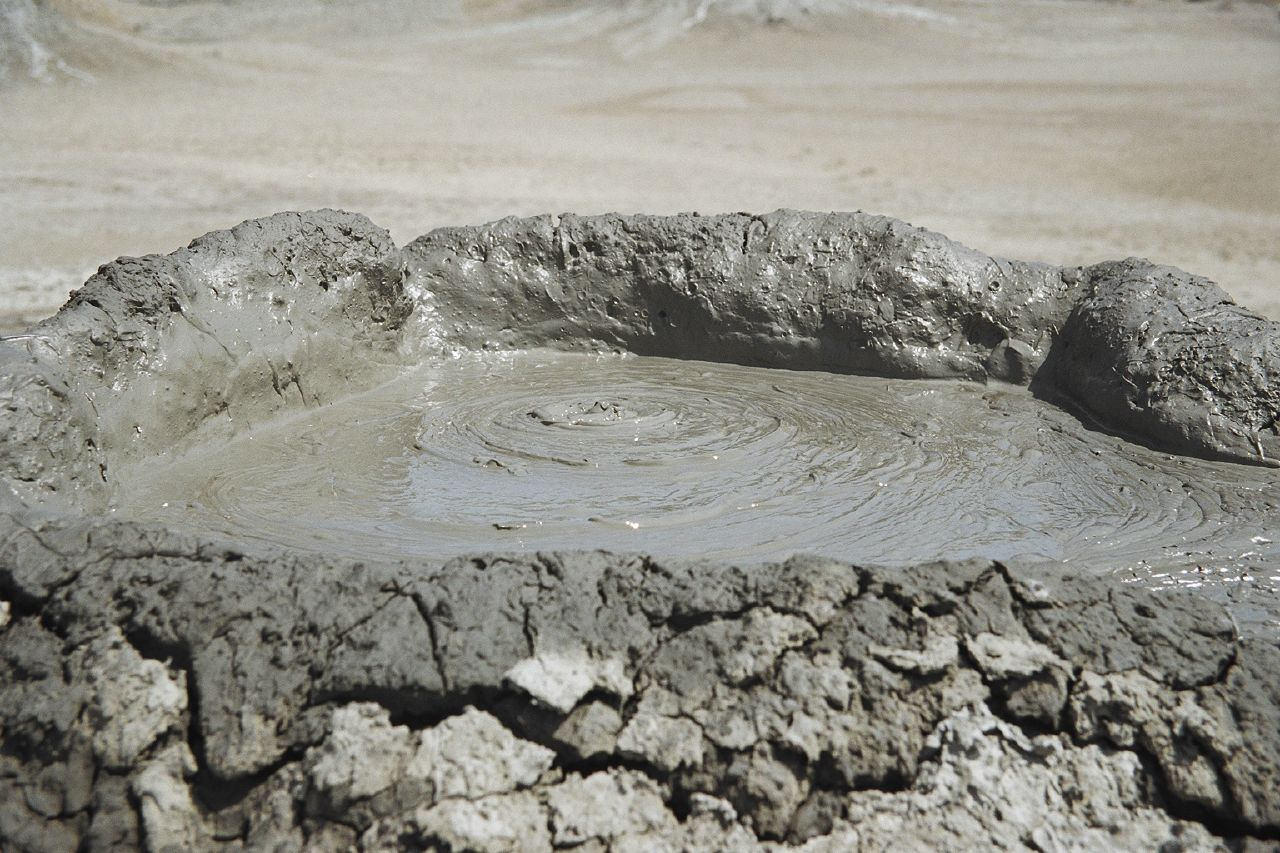
Грязевой вулкан в окрестностях города Гобустан

В южной части Азербайджана расположена система Малого Кавказа, в сложении которой основную роль играют вулканогенные породы средней юры, вулканогенные и карбонатные отложения позднего мела и вулканогенно-терригенные отложения палеогена. На севере Малого Кавказа известны небольшие выходы метаморфических пород докембрия. Имеются многочисленные интрузии гранитоидов — позднеюрские и позднеэоценовые. На Карабахском нагорье — проявления субаэрального плиоценово-антропогенового вулканизма. Талышские горы, отделённые от Малого Кавказа поперечной депрессией нижнего Аракса, представляют собой систему осложнённых разрывами складок морских палеогеновых (внизу — вулканогенных, вверху — терригенных) и миоценовых слоев.
На юго-восточном погружении Большого Кавказа, в Кура-Араксинской низменности, на значительной части прилегающей к Азербайджану акватории Каспийского моря и в других районах республики расположены свыше двухсот грязевых вулканов. Многие районы Азербайджана отличаются повышенной сейсмичностью, особенно южный склон Большого Кавказа в районе Шеки — Шемахи и южная часть Малого Кавказа, прилегающая к Араксу.

### Полезные ископаемые

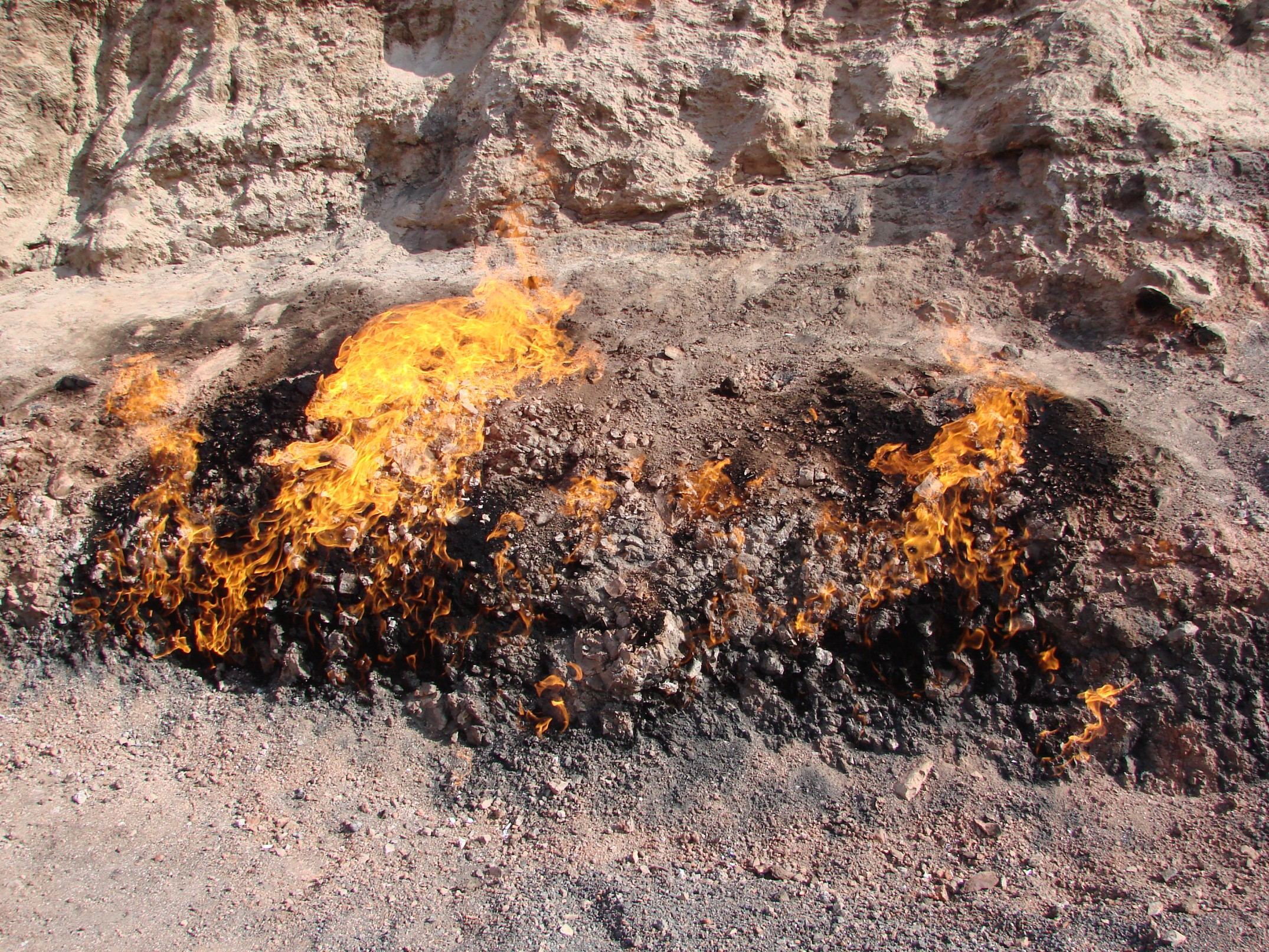
Янардаг (Горящая гора) в окрестностях Баку.

Территория республики богата полезными ископаемыми трёх видов: рудными, нерудными и топливными по происхождению.
Республика Азербайджан известна своими нефтегазовыми месторождениями. 60 % территории республики богаты нефтью и газом. Нефтегазовые месторождения находятся на Апшеронском полуострове, в шельфовой зоне Каспийского моря, архипелаге Баку и Апшерона. Запасы нефти и газа в азербайджанском секторе Каспийского моря оцениваются в 3,5—5,0 млрд т нефти и 7,0 трлн м³ газа. Также нефтью богаты юго-восточный Ширван, степные зоны центральной части страны: Гобустан, Джейранчёль, Аджиноур и Сиазань.
Наибольшее количество месторождений природного газа находится в Гарадаге, шельфовой зоне Каспийского моря, Баку и Апшеронском архипелаге. Малый Кавказ богат залежами руды. Здесь имеются месторождения железа, титана, золота, серебра, меди, кобальта, хромита, полиметаллов, молибдена и др. Самые крупные залежи железной руды находятся в Дашкесане.
Из нерудных месторождений большое значение имеют Гобустанский, Апшеронский и Товузский известняк, Шахтахтинский травертин (Нахичеванская АР), Дашкесанский мрамор, Верхне-Аджикендский гипс, кварцевые пески Гадживели.
На территории республики имеются источники минеральной воды с различным химическим составом. Истису в Кяльбаджарском районе, Бадамлы и Сираб — в Нахичеванской АР известны далеко за пределами Азербайджана. Минеральные воды в районах Сураханы и Зых Апшеронского полуострова, Галаалты Дивичинского района, Туршсу в Джульфинском районе отличаются целебными свойствами. На Талышских горах, южных и северо-восточных склонах Большого Кавказа преимущество составляют термальные воды.

## Рельеф

Физическая карта Азербайджана

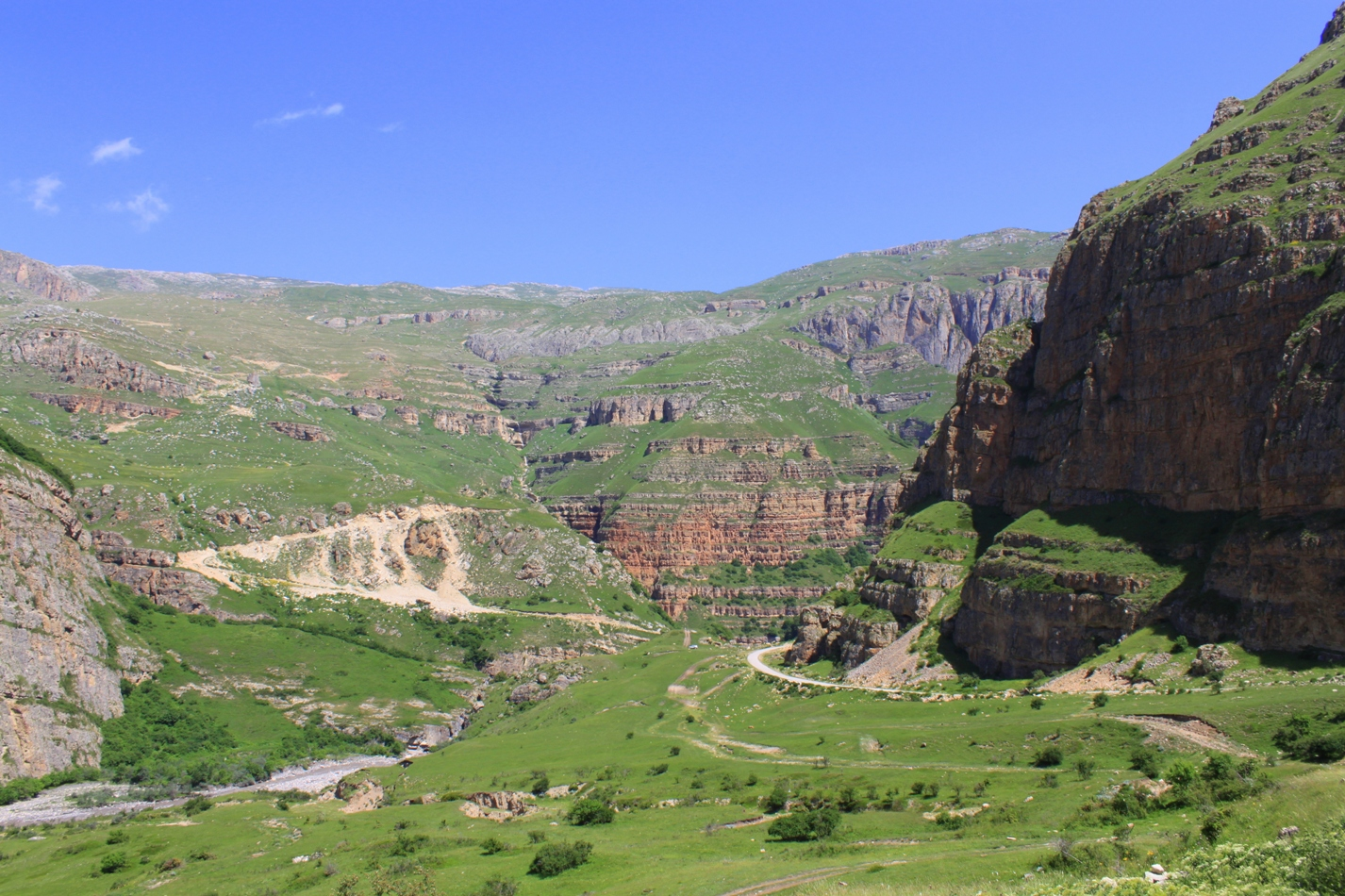
Горный рельеф в Губинском районе

Рельеф Азербайджана весьма разнообразен. Здесь преобладают преимущественно две формы рельефа: низменности и высокогорья.
Более половины территории Азербайджана занимают горы, относящиеся к системе Большого Кавказа на севере и Малого Кавказа на западе и юго-западе. Вместе с Талышскими горами они охватывают Кура-Араксинскую низменность с севера, запада и юго-востока.
Средняя возвышенность республики составляет до 400 м. Амплитуда высот суши колеблется от 26,5 м (Кура-Араксинская низменность) ниже уровня океана до 4466 м абсолютной высоты (вершина Базардюзю). Видно, что на территории республики разница высоты составляет 4500 м.
В юго-восточной части Большого Кавказа имеется два горных хребта: с вершиной Базардюзю (4466 м) Главный или водораздельный, с вершиной Шахдаг (4244 м) Большой или Боковой. К юго-западу горные хребты постепенно уменьшаются на 700—1000 м. Главный Кавказский хребет окружён предгорьями: на северо-западе — равнинные луга, на юго-востоке — Гобустан, на юго-западе — Алазань-Хафтаран, на северо-востоке — Гусарская наклонная равнина.

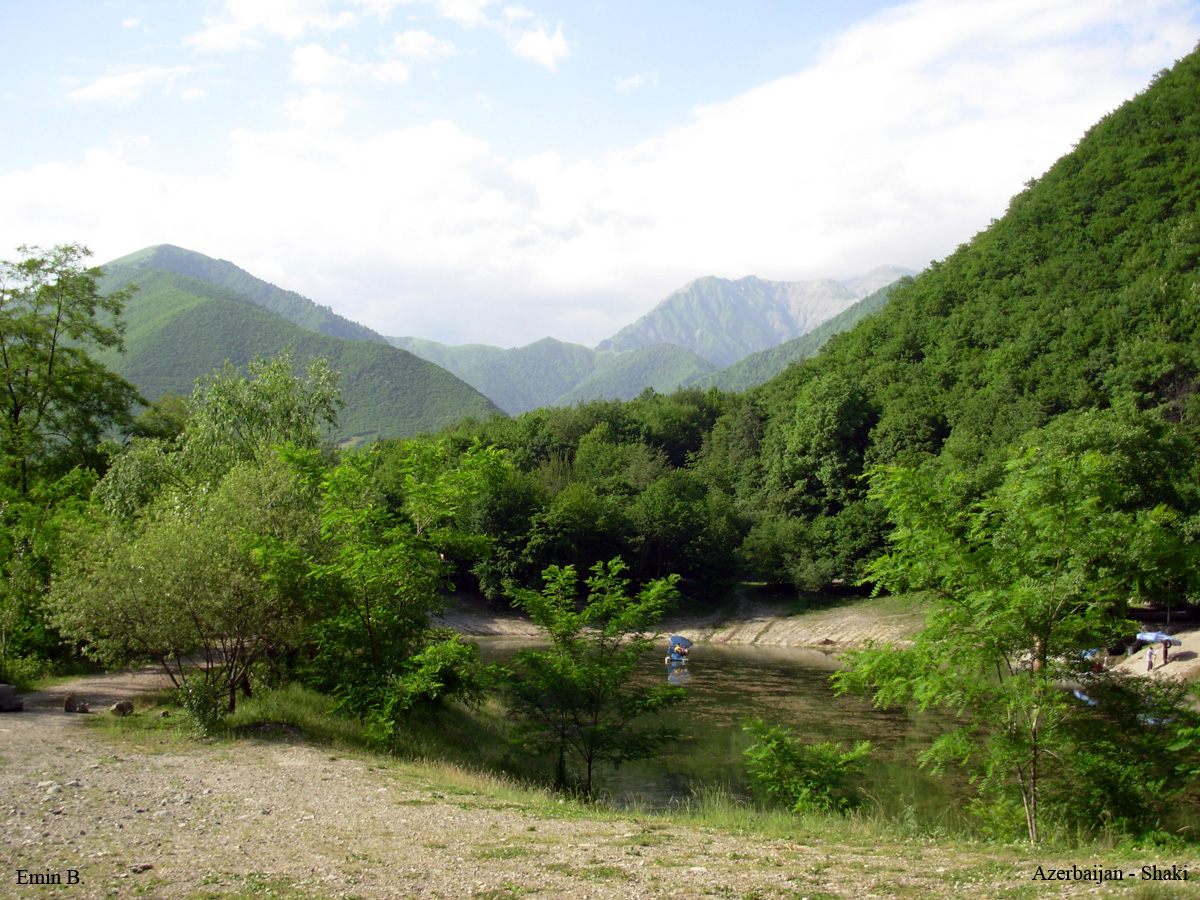
Горный пейзаж, Шеки

Малый Кавказ охватывает юго-западную и западную части республики, обладает сравнительно небольшой возвышенностью, состоит из ряда хребтов и лугов, является горной территорией со сложной структурой. Основными горными хребтами являются Муровдаг, Шахдаг и Зангезур. Карабахское плоскогорье, начиная от юга Муровдага до реки Аракс, находится на дугообразных конусах потухших вулканов и лаве четвёртого периода.

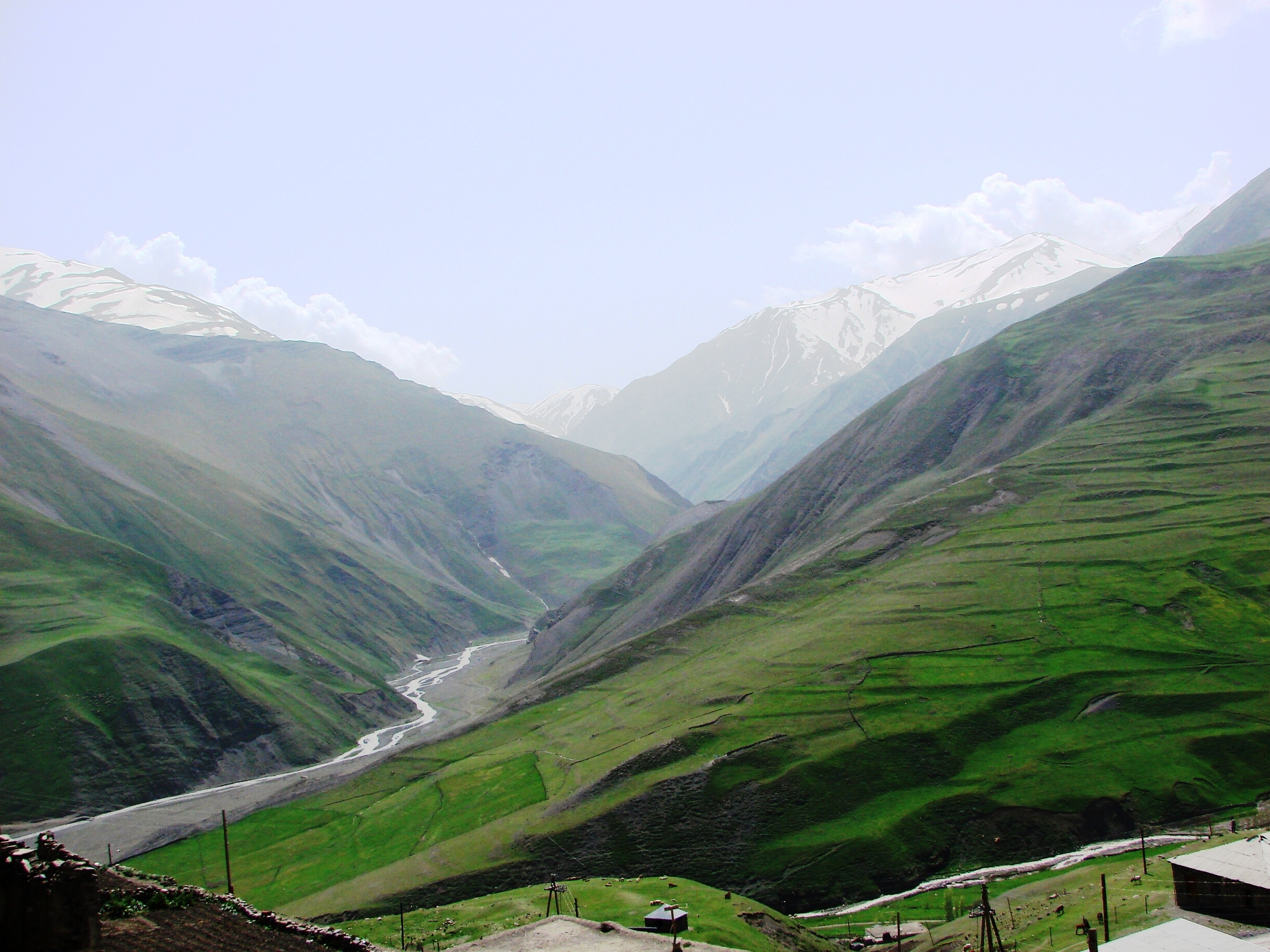
Высокогорная деревня Хыналыг

Талышские горы расположены на юго-восточной окраине страны и составляют переходное звено от гор Малого Кавказа до Эльбурских гор. Они состоят из трёх основных горных хребтов высотой 2477 м.
Кура-Араксинская низменность охватывает пространство между Большим и Малым Кавказом, Талышскими горами. Являясь самой крупной на Южном Кавказе межгорной низменностью, она занимает центральную часть страны. Низменность между реками Кура и Аракс делится на 5 равнин: Муганскую, Мильскую, Карабахскую, Ширванскую и Сальянскую.
К северу от Апшеронского полуострова, на берегах Каспийского моря находится Самур-Дивичинская низменность, опирающаяся на Гусарскую наклонную равнину. К югу от Апшеронского полуострова, вдоль склонов Талышских гор, проходит узкая полоса Лянкяранской низменности. Большая часть Кура-Араксинской, Самур-Дивичинской, Ленкоранской низменности, а также Апшеронского полуострова находится ниже океанского уровня (до −28 м).

## Типы ландшафта

### Горный тип
1. Нивальный и частично нивально-ледниковый ландшафт нагорья. Он охватывает в основном районы Большого Кавказа (основной ареал хребта, ряд ареалов), частично более 3000 м на Малом Кавказе (хребет Муровдаг, Зангезур, Карабахское вулканическое плато и т. д.). Горы структурно-денудационного, нивально-ледникового и эрозионно-ледникового происхождения. Преобладают Юрские и Табаширские терригенные, карбонатные, вулканогенные, вулканогенно-осадочные породы. Поверхность из камня и гравия. Рельеф интенсивно фрагментирован. Гравитационно-денудационные процессы типичны. Распространены снег, дрейфующий поток (трак), рельефные формы ледникового ледника. Климат горной тундры. Средняя температура от −15 °C до −8,5 °C в январе и 4-9 °C в июле. Годовое количество осадков составляет 800—1200 мм. На Большом Кавказе есть ледники общей площадью около 6 км² (на вершинах Базардюзю, Базарюрд, Туфан и Шахдаг[12]) выше 3800-3900 м. Почвенный покров не сложился. Встречаются очень редкие скально-гравийные растения, высокие горные вершины (горные козлы, тур по Дагестану в Азербайджане), некоторые птицы и грызуны. Реки Большого Кавказа, такие, как Гусар, Гудиал, Эйричай и другие начинаются здесь. Используется для туризма и альпинизма.[13][14]
2. Альпийский, субальпийский и лугово-пустынный ландшафт высокой горы. Он охватывает высоты 2000—2200 м и 3000 м на Большом Кавказе (основной хребет, боковой хребет) и Малом Кавказе (Шахдаг, Муровдаг, Зангезур и др., Карабахское плато). Преобладают Юрские и Табаширские терригенные, карбонатные, вулканогенные, вулканогенно-осадочные породы. Имеет выраженный фрагментированный рельеф. Горы денудационной структуры. Временами бывают сильные наводнения. Паводковые ямы в основном встречаются на скалистых и горных лугах. Речные долины, в основном, начинают формироваться в этом ландшафте. Климат холодный. Средняя температура −120 °C в январе −70 °C в июле и 8-17 °C в июле. Годовое количество осадков приходится на южный склон Кавказа 1400—1600 мм, в других районах — 900 мм. В основном распространены травянистые пастбища. Фауна представлена такими видами животных, как чёрные дрозды, козлы породы Безоар, грызуны, кавказские волки, кавказские тетры, ящерицы и др. Подразделяется на альпийские, субальпийские луга и травяно-пустынные подтипы. Альпийские луга находятся на высоте 2400—2500 м. Рост растений очень низкий, видов мало. Ниже альпийских лугов, от высоты 2000—2200 м до 2400—2500 м, простирается полоса субальпийских трав. Субальпийские луга богаты сортами, в основном многолетними растениями, большинство из которых составляют корм. Субальпийские и альпийские луга Малого Кавказа незначительно отличаются от ксерофитов Большого Кавказа. Лугово-пустынный ландшафт сложился на Зангезурском хребте и Карабахском плато. Альпийские луга используются в качестве летних пастбищ, а субальпийские луга используются в качестве летней травы и корма. Подходит для развития пчеловодства.[15]
3. Луговой ландшафт средней горы с широколиственными лесами. Этот ландшафт широко распространён среди горно-ландшафтных зон республики. Большой Кавказ, Малый Кавказ (исключая Нахичеванскую автономную область) и склоны Талышских гор занимают от 1200 до 1800 м, а в некоторых местах до 2000—2200 м над уровнем моря. Преобладают Юрский и Табаширский известняк, песчаник, глинистые сланцы, глины третьего периода, песок, вулканогенно-осадочные породы. Рельеф сильно фрагментированный. Горы, в основном, имеют денудационно-структурное происхождение. Широко распространены горные лавины. Сели, в частности, транзитные. Узкие и глубокие долины с крутыми склонами являются типичными. Климат холодный и умеренный. Средняя температура от −6 °C до −2 °C в январе, 13-19 °C в июле, а годовое количество осадков составляет 600—1300 мм. Распространены горно-лесные, осадочно-карбонатные, типичные, плацентарные земли в горных талышских и горно-желтых почвах. В большинстве лесов, особенно на высоте 1400—1600 м, встречаются восточные фисташковые деревья, восточные дуба, хвойные деревья и берёзы. В верхней части леса редеют и приобретают форму субальпийских лугов. В верхней части лесного ландшафта имеются влагостойкие, а в нижней части — устойчивые к засухе древесные породы. Неравномерное распределение атмосферных осадков по сезонам привело к разнообразию лесов в средней горе и их распространению. Интенсивный прорыв леса привёл к замене травы. Леса богаты животными, особенно медведями и птицами: олени, кабаны, медведь гризли, различные виды белок и т. д. Многие породы деревьев являются сырьём для лесной и деревообрабатывающей промышленности.[15][16]
4. Горно-ксерофитный ландшафт средней горы. Распространён в Нахчыванской Автономной Республике (Зангезур и Даралаяз), частично в Талышских горах (в западной и юго-западной частях Талышского и Пештасарского хребтов). Он в основном сформирован на вулканогенных, вулканогенно-осадочных породах палеогена. Нахчыванская Автономная Республика простирается от 1100 до 2000 метров и от 1300 до 1900 метров над уровнем моря в Талышском хребте. В Нахчыванской Автономной Республики преобладает холодный климат, а на территории Талышских гор -полупустынный и сухой пустынный климат. Средняя температура в январе составляет от −5 °C до −4 °C, в июле от 18 °C до 25 °C, годовое количество осадков составляет 400—500 мм в Нахчыванской АР и 300—400 мм в Талышских горах. В обеих областях обилие осадков вызвало появление ксерофитного ландшафта. Распространены горно-каштановые и бурые горно-лесные земли. Растение относится к типу кипарисовых (фриганоидных) (серых, тканевых и т. д.). Фауна представлена такими животными, как волк, лиса, заяц, разные виды мышей, серый сквош и так далее. Развиты животноводство, сельское хозяйство, садоводство и пчеловодство.[13][17]
5. Пустынный, частично заросший лесом, ландшафт невысоких гор. Распространён на южных склонах Большого Кавказа, на окраинах Малого Кавказа, 19 на северо-западе Буроварского хребта в Талыше (в основном в Джалилабадской области) высоты варьируются от 100—150 м до 1000 м. Табашир (Малый Кавказ) и Неогенин (Большой Кавказ) образуются из морских карбонатно-терригенных, континентально-аллювиальных отложений. Рельеф имеет структурно-эрозионное и аридно-денудационное структурное происхождение. Поверхность прочная и умеренно фрагментированная. Климат мягкий. Средняя температура составляет от −3 °C до +2 °C в январе и от 19 °C до 24 °C в июле. Годовое количество осадков составляет 400—600 мм. Широко распространены горные тёмно-каштановые, горные серо-коричневые, горно-лесные бурые почвы. Этот ландшафт характерен для пустынных и полузасушливых растений, таких как полынь. Волк, лиса, заяц, полевая мышь, куропатка и так далеетипичны. Земли используются в качестве зимних пастбищ.[15]
6. Полупустынный ландшафт невысокой горы: Гобустан, Джейранчёль, Боздаг (Гянджа Боздагы), Аджинохурская степь и её окрестности. Высота варьируется от 50-100 до 1000 м. Морские и континентальные отложения неогена. Здесь мягкий теплый, полупустынный и сухой пустынный климат. Средняя температура от −3 °C до −1 °C в январе и от 19 °C до 26 °C в июле. Годовое количество осадков 200—400 мм. Полупустынные растения преобладают на коричневых, светло-коричневых, серо-коричневых почвах. Земли используются в качестве зимних пастбищ.[18]
7. Ландшафт подошв гор с широколиственными лесами: северный склон Большого Кавказа и Талыша гор в юго-восточной части низменностях разработали. Высота 100—300 м. В основном, образованы из известняка кайнозойской эры, глины, песчано-глинистых отложений, камней, песка. Рельеф аккумулятивно-денудационный (Гусарский район), структурно-эрозионный (Шабранская область), денудационно-структурный (Талышская зона). Климат мягкий. Средняя температура составляет от −3 °C до +2 °C в январе и от 18 °C до 26 °C в июле. Годовое количество осадков на Большом Кавказе составляет 600 мм, в Талышской зоне до 1900 мм. В Талышской зоне распространены карбонатные и типичные бурые горно-лесные, горно-жёлтые почвы. Состав лесов очень разнообразен. В некоторых областях Большого Кавказа распространены дуб и граб, в Талышской зоне — реликтовые вида Гирканского типа, такие, как железное дерево, каштановое дерево и азат. Косуля, кабан, белки, дикобразы, птицы: фазаны, куропатки и другие типичны. Участники, которые находятся вдали от лесов, используются в животноводстве и растениеводстве.[16][19]
8. Ксерофитный и пустынный ландшафт передней горы. Этот ландшафт распространён к востоку от равнины Гусарского склона, к югу от Джейранчёль и Аджинохур и так далее. Занимает площадь высотой до 100 м от 1100 м. Образуется из неогеновых морских карбонатно-терригенных, континентально-аллювиальных отложений. Горы являются аридно-денудационной структуры. Скудная местность, климат мягкий. Средняя температура составляет от −2 °C до 0 °C в январе и от 19 °C до 23 °C в июле. Годовое количество осадков составляет 500—600 мм. Распространены орные серо-коричневые почвы. Флора: растения полупустынного типа (можжевельник, кусты терновника и т. д.). Фауна: волк, лиса, заяц, полевая мышь, куропатка, турадж и так далее. В благоприятных районах развивается садоводство.[15]

### Равнинный ландшафт
1. Равнинный ландшафт с лугами и лесами. Распространён в Ганых-Эйричай, в северо-западной части Ленкоранской низменности, в северо-западной части Самур-Девечинской низменности (Шолларская равнина), на побережье — от 27 до 200 м над уровнем моря. Образуется из ллювиально-проливидные, морские и антропогенные сегменты антропогенных отложений. В степях климат умеренно полупустынный, а в других местах — умеренный. Средняя температура составляет от −2 °C до + 5 °C в январе и от 20 °C до 26 °C в июле. Годовое количество осадков составляет 300—400 мм на равнине, 600—900 мм на Ганых-Эйричайском месторождении, до 1400 мм на юго-западе Ленкоранской низменности. Грунтовые воды находятся близко к поверхности. Аллювиальные луговые леса, аллювиальные травы и аллювиальные, лугово-лесные земли в Ганих-Эйричайских отложениях, а также жёлтые почвы в Ленкоранской низменности Состав лесов разнообразен. В бассейне рек Ганых и Эйрикай и в лесах Самур-Девечи преобладают дуб, боярышник, грецкий орех и т. д., а в Ленкоранской низменности — преимущественно дуб, железное дерево, азат и другие деревья. Кабан волк, ёж, фазан и так далее типичны. Развиты табаководство, садоводство, овощеводство и т. д. В Ленкорани распространено выращивание субтропических культур (чай, цитрусовые).[19][20]
2. Пустынный ландшафт. Распространены в Гянджа-Газахской равнине, южных частях Ширванской равнины, южных частях Мильской и Карабахской равнинах. Преобладают конусы, террасы и аллювиально-пролювиальные равнины. Климат мягко-теплый полупустынный и сухой пустынный. Средняя температура от −2 °C до −10 °C в январе и от 25 °C до 27 °C в июле. Годовое количество осадков составляет около 400 мм. Распространены травяно-серо-коричневые, солоновато-серые и светло-коричневые почвы. Основные группы растений состоят из полыни. Волк, лиса, полевая мышь, фазан, турадж, куропатка и др. типичны. Развито орошаемое земледелие. Земли используются в качестве зимних пастбищ.[17]
3. Полупустынный ландшафт равнин и прилегающих слоев. Эта ландшафтная зона в Азербайджанской Республике имеет наибольшую площадь (около 25 % территории). Охватывает большую часть Кура-Аракской низменности, равнины Нахчыванской Автономной Республики вдоль реки Аракс, Апшеронский полуостров и юго-восточную часть Самур-Давачинской низменности. Высота от −27 м (на Каспийском море) до 600—1000 м (в Нахичеванской Автономной Республике). Аллювиально-проливинальные антропогенные, аллювиальные, пролаково-делювиальные отложения Голосена. Климат мягко теплый полупустынный и сухой пустынный, а в равнинах Нахчыванской Автономной Республики вдоль реки Аракс климат полупустынный и сухой пустынный. Средняя температура составляет 1-4 °C в январе, от −4 °C до 2 °C в равнинах Нахчыванской АР и в июле соответственно от 21 °C до 27 °C и от 23 °C до 28 °C. Годовое количество осадков от 130 мм до 300 мм. Распространены серые, серо-коричневые и другие почвы. Флора: полынь, полупустынные растения. Газель, волк, лиса, серый заяц, полевая мышь, фазан, турадж, куропатка и др. типичны. Область пострадала от антропогенных воздействий. Развиты хлопководство, виноградарство, садоводство и животноводство.[21]

Ландшафтная структура Азербайджанской Республики по высоте природных ландшафтов условно делится на Большой и Малый Кавказ, Талышскую (Ленькоранскую) зону и Нахчыванскую АР.

## Памятники природы
Азербайджан входит в субтропическую зону, которая оказывает влияние на формирование отдельных типов климата. Из существующих 11 типов климата 9 встречаются на территории Азербайджана. Также на территории Азербайджана находится около 800 грязевых вулканов, что делает Азербайджан первым в мире по количеству грязевых вулканов.

## Климат
Природные условия Азербайджана разнообразны — от тёплых и влажных субтропиков Ленкоранской низменности и Талыша до снежных высокогорий Большого Кавказа.
На климат Азербайджана основное влияние оказывают географическое положение, рельеф и Каспийское море. Здесь имеется полупустынный климат, климат сухих степей, субтропический, средний и холодный климат. В республике наблюдаются 9 из 11 имеющихся в мире типов климата. Сухой субтропический климат характерен Апшерону и Кура-Араксинской низменности. Влажный субтропический климат наблюдается только на юге Талышских гор. Умеренный климат, наблюдающийся по большей части на покрытых лесами возвышенностях Большого и Малого Кавказа, делится на сухой, умеренно-теплый сухой, умеренно-теплый влажный и холодный. Холодный климат наблюдается на высоких горных хребтах, вершинах Большого и Малого Кавказа, поясах альпийских и субальпийских лугов. В то время как в низменности среднегодовая температура воздуха в низинах составляет 15 °С, в горных районах он меняется от 0 °С и ниже. Температура в июле в центральных равнинных районах составляет 27 °С, в горных районах — 5 °С.
Абсолютный максимум равен 44 °С, абсолютный минимум —33 °С. Осадки также неравномерно распределены по территории страны. В течение года на Апшеронском полуострове и на приаракской полосе Нахичеванской АР осадков выпадает меньше 200 мм. В Кура-Араксинской низменности количество осадков наблюдается в количестве 200—300 мм, на северо-восточных склонах Малого и Большого Кавказа — 600—800 мм. На южных склонах Большого Кавказа, возвышенностях 2000—2500 м осадки доходят до 1200—1500 мм. Наибольшие осадки выпадают на юге Лянкяранской низменности и склонах Талышских гор 1200—1700 мм.

## Водные ресурсы

### Каспийское море

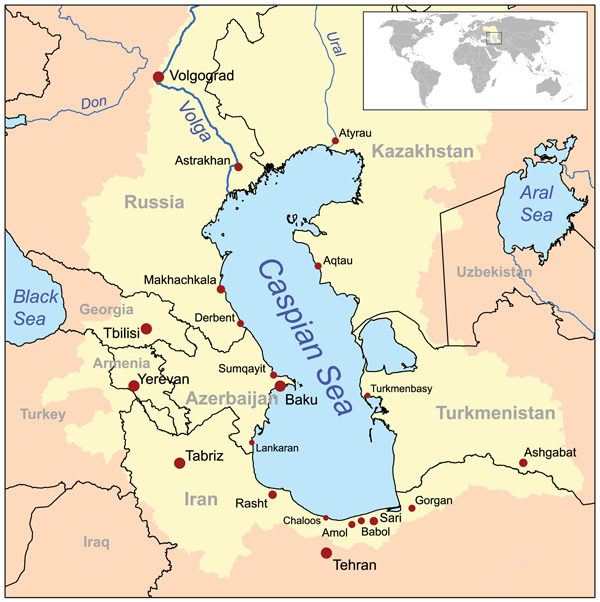
Бассейн каспийского моря.

Каспийское море — самое крупное в мире бессточное озеро, играет важную роль в жизни азербайджанского народа и уникально по физико-географическом показателям. Флора и фауна Каспия богата эндемическими видами. Так, 90 % осетровых в мире, отличающихся своей древностью от других видов рыб, находятся именно в этом море.
Море расположилось вдоль меридиана в форме латинской буквы S, находится между 47°17′ восточной широты и 36°33′ западной долготы. Протяжённость Каспия вдоль меридиана составляет около 1200 км, средняя ширина — 310, самые большие и мелкие широты равны, соответственно, 435 и 195 км. Вследствие периодического изменения уровня Каспийского моря, меняется уровень его поверхности (зеркало) и объём вод. В настоящее время уровень моря ниже уровня океана на 26,75 м. На данной отметке уровня моря площадь его поверхности составляет 392 600 км², объём вод равен 78 648 км³, что составляет 44 % общих ресурсов озёрных вод в мире. В этом плане максимальную глубину 1025 м, что можно сравнить с Чёрным, Балтийским и Жёлтым морями, Каспийское море глубже Адриатического, Эгейского, Тирренского и других морей.
Азербайджанская часть акватории охватывает среднюю и южную часть моря, по солености Каспий значительно отличается от вод мирового океана. Соленость воды в северной части составляет 5—6, средней и южной частях 12,6—13,5 ‰. Из существующих в Азербайджане около 300 грязевых вулканов более 170 составляют островные и подводные вулканы в азербайджанском секторе Каспия. Особенно много их на южном Каспии.

### Реки
Территорию республики покрывает густая речная сеть. В Азербайджане имеются 8400 крупных и мелких рек. Из них 850 имеют длину более 5 км. Всего 24 реки имеют длину свыше 100 км. Реки в Азербайджане делятся на три группы:
- реки, относящиеся к бассейну р. Куры (Ганых, Габырры, Тюрян, Акстафа, Шамкир, Тертер и др.);
- реки, относящиеся к бассейну реки Араз (Арпа, Нахичевань, Охчу, Акера, Кенделен др.);
- реки, непосредственно впадающие в Каспийское море (Самур, Кудиал, Велвеле, Виляш, Ленкорань и др.).

Реки Кура и Араз самые крупные реки Кавказа, являются основными источниками орошения и гидроэнергии.

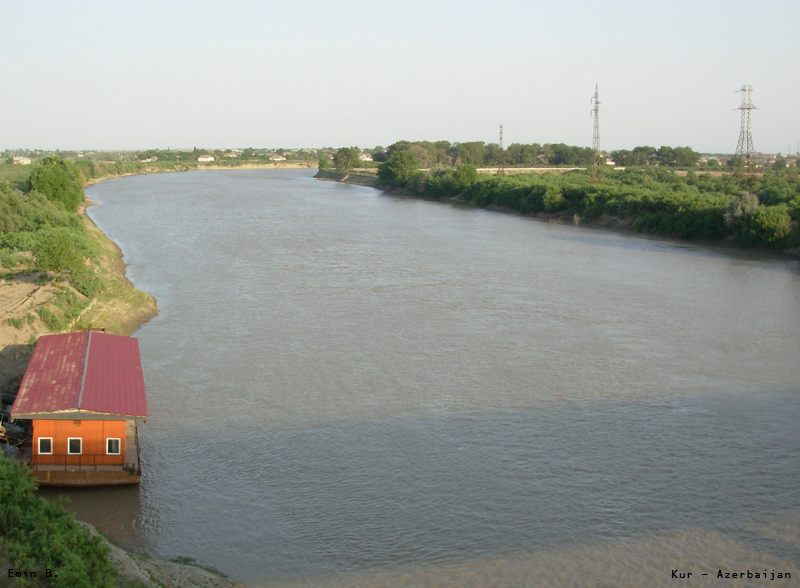
Река Кура (Кюр) в Азербайджане

Река Кура берёт начало на северо-восточном склоне горы Гызылгядик, на участке максимальной возвышенности в 2740 м. Кура протекает по территории Грузии, входит на территорию Азербайджана. Протекая по Кура-Аразской низменности, впадает в Каспийское море. Общая протяжённость Куры — 1515 км, на территории Азербайджанской Республики её длина достигает 906 км. Площадь бассейна — 188 000 км². На реке Кура были возведены Мингечевирское, Шамкирское и Еникендское водохранилища, плотины, гидроэлектростанции. По Карабахскому и Ширванскому оросительным каналам, проведённым из Мингечевирского водохранилища, орошаются земли Кура-Аразской низменности. Кура имеет также судоходное значение.
Река Араз берёт начало на территории Турции на Бингёльском хребте, близ города Сабирабада (село Суговушан) сливается с Курой. Её протяжённость составляет 1072 км, площадь бассейна — 102 000 км².
Самур — самая крупная река на северо-востоке Азербайджана. Она берёт начало на территории Дагестана, на высоте 3600 м и впадает в Каспийское море. Её протяжённость равна 216 км, площадь бассейна — 4400 км².

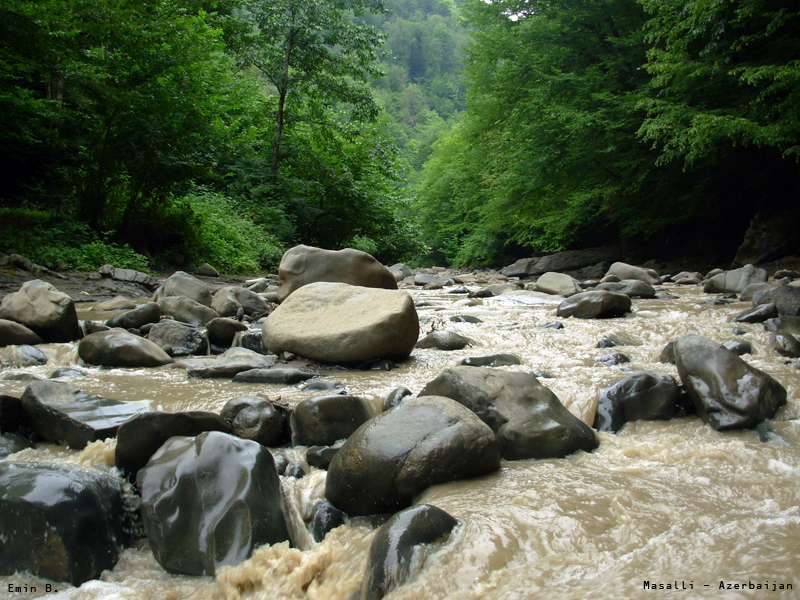
Горная река в Масаллинском районе

В Азербайджане множество горных рек, большинство из них питаются за счёт снега и дождей. Мелкие реки Балакянчай, Талачай, Катехчай, Кюрмюкчай, Кишчай и другие, русло которых начинается с Большого Кавказа, на Алазань-Айричайской долине соединяются с Алазанью и Айричаем.
Берущие начало с Малого Кавказа Агстафачай, Товузчай, Асрикчай, Зяйямчай, Шамкирчай, Гянджачай, Кюрякчай, Тертерчай соединяются с Курой. Акеричай, Охчучай и Арпачай на территории Нахичеванской АР, Нахчыванчай, Алинджачай, Гиланчай, Ордубадчай впадают в Араз.

### Озёра

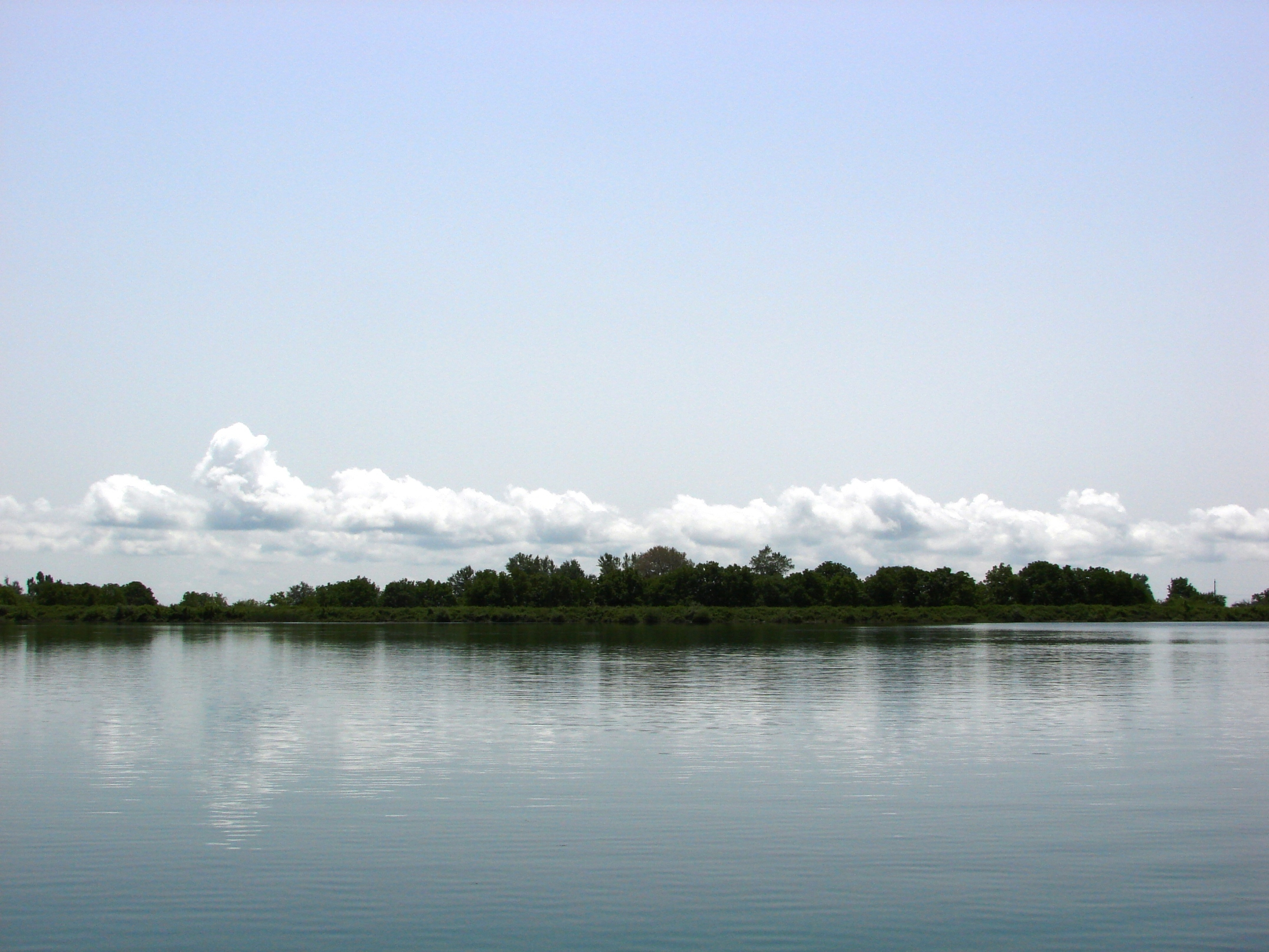
Озеро в Габалинском районе

На территории Азербайджанской Республики имеются около 250 озёр с пресной и солёной водой, отличающиеся по условиям питания и образования. Из них можно назвать ледниковое по происхождению Туфангёль (ледникового происхождения находятся в горах Большого и Малого Кавказа). На северо-восточном склоне хребта Муровдаг расположена группа озёр обвально-запрудного происхождения: Гёйгёль, Маралгёль, Карагёль, Батабат. Озёра Аггёль, Сарысу, Мехман, Аджикабул появились в результате тектонических опусканий. Наиболее крупные озёра — Аджикабул (16 км²) и Бёюк-Шор (16,2 км²).

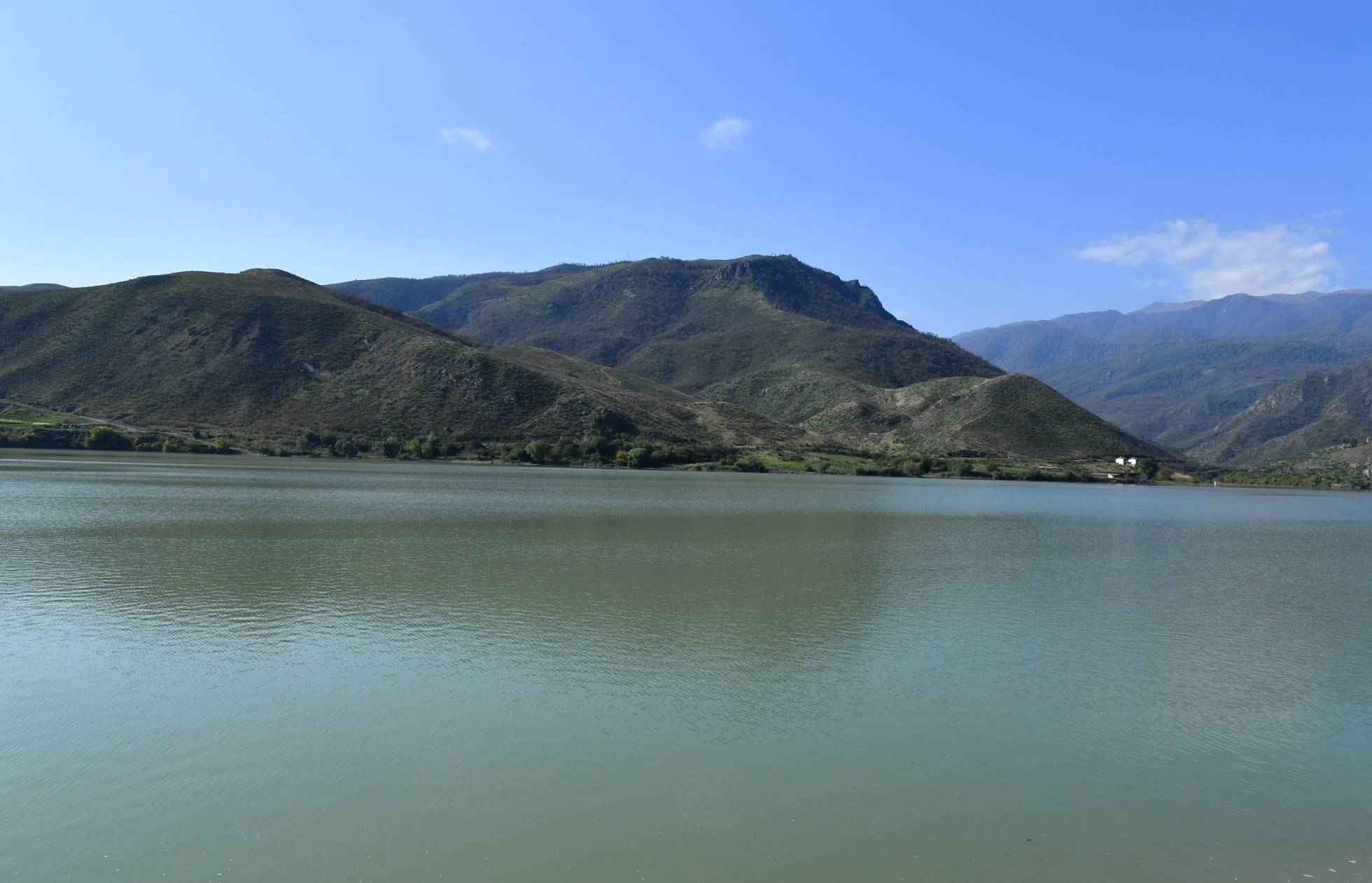
Суговушанское водохранилище Октябрь 2023

### Водохранилища

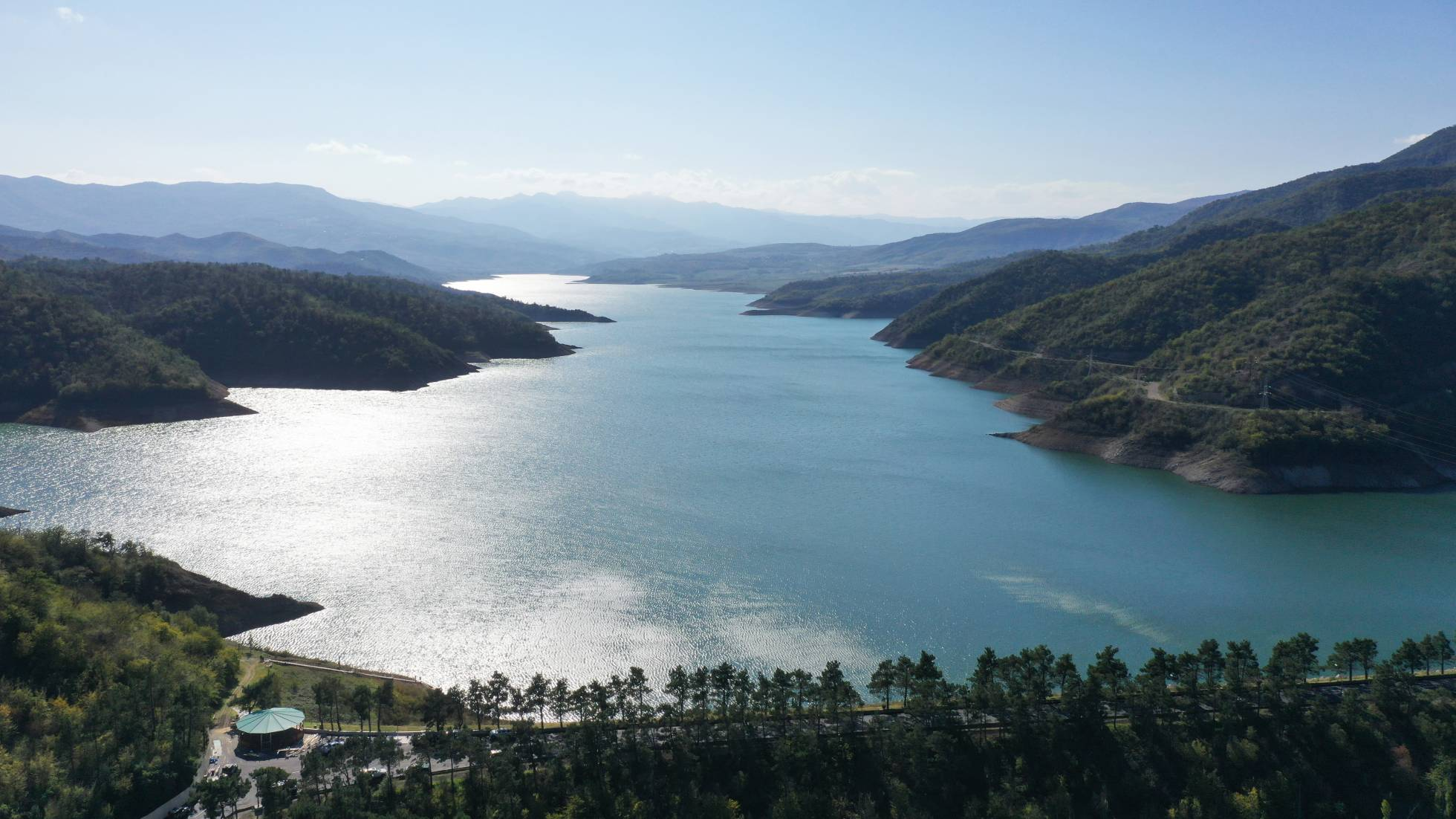
Сарсангское водохранилище Октябрь 2023

В целях регулирования орошения и производства электричества созданы 136 водохранилищ общим объёмом воды 21 млрд 500 млн м³., из них 61 водохранилище ёмкостью свыше 1 млн м3 каждое. Наиболее значительные — Мингечевирское водохранилище (общий объём составляет 16 млн м³), Аракское водохранилище (1,35 млрд м³), Шамкирское водохранилище  (2,67 млрд м³), Сарсангское водохранилище (560 млн м³).

## Почвы
В Азербайджане в горных, предгорных и равнинных условиях в связи с изменением таких параметров как: высоты местности, климата, растительного покрова, почвообразующих пород, возраста и хозяйственной деятельности человека распространены резко отличающиеся друг от друга почвенные типы, подтипы, разноси и более мелкие группировки по механическому составу, степени эрозированности и другим признакам.
Высота местности влияет на изменение климата, растительного покрова, а они, в свою очередь, — на изменения в процессе почвообразования. Смена почвенных типов происходит поясами, при этом наблюдается определённая пестрота внутри основных почвенных зон.
Горно-луговые почвы распространены в альпийском и субальпийском поясах Большого и Малого Кавказа на высоте 1500—1600 м и до высоты 2600—3000 м. В некоторых случаях, как, например, на южном склоне Большого Кавказа и в Ленкоранской области, начиная с высоты 1800 м, местами на отдельных участках они встречаются на высоте 1700 м — горы Тогра (Шекинский район), Гирдаль-Мильк (Варташенский район).
Горно-лесные почвы распространены на склонах Большого и Малого Кавказа, в горной части Ленкоранской зоны, в горах Талыша, занимают среднюю часть горных склонов. Почвообразовательный процесс протекает в различных условиях увлажнения от сухого до влажно-субтропического. Они занимают высотные отметки 800—2200 м, а естественная граница в своё время находилась на высоте 2500 м. На территории республики встречаются как горно-лесные бурые, так и горно-лесные коричневые, остепненные и олуговелые разности, послелесные, черноземы и перегнойно-карбонатные и др.
Зона горно-степных почв начинается у нижней границы леса и проходит через переходный пояс с наличием серо-коричневых почв, под кустарниково-сухостепной, ксерофитной лесной растительностью. Далее пояс сменяется сухостепной зоной, которую в низкогорной, предгорной частях Большого и Малого Кавказа, Прикуринской наклонной равнине, в Ленкоранской зоне занимают террасы Каспия, расчленённые оврагами и балками. Эти почвы в основном распространены на высотах 100—800 м широкой полосой.
Желтоземные почвы встречаются в предгориях и низменностях гор Ленкоранской области . Формируются в условиях влажного субтропического климата средиземноморского типа со среднегодовой температурой около 14,5 °C.
Желтоземные почвы формируются под лесами каштанолистного дуба. Большие площади заняты чайными плантациями. Почвы представлены горными желтоземами и желтоземно-подзолистыми разновидностями влажно-субтропического почвообразования.
На территории Азербайджана степным и полупустынным характером обладает Кура-Араксинская низменность, на которой находятся Ширванская, Карабахская, Мильская, Муганская, Сальянская степи, в северо-восточной части республики — Самур-Апшеронский район (Куба-Хачмазская низменность, равнина Богаз и др.) и Ленкоранская низменность, занимающая северную половину области.

## Флора

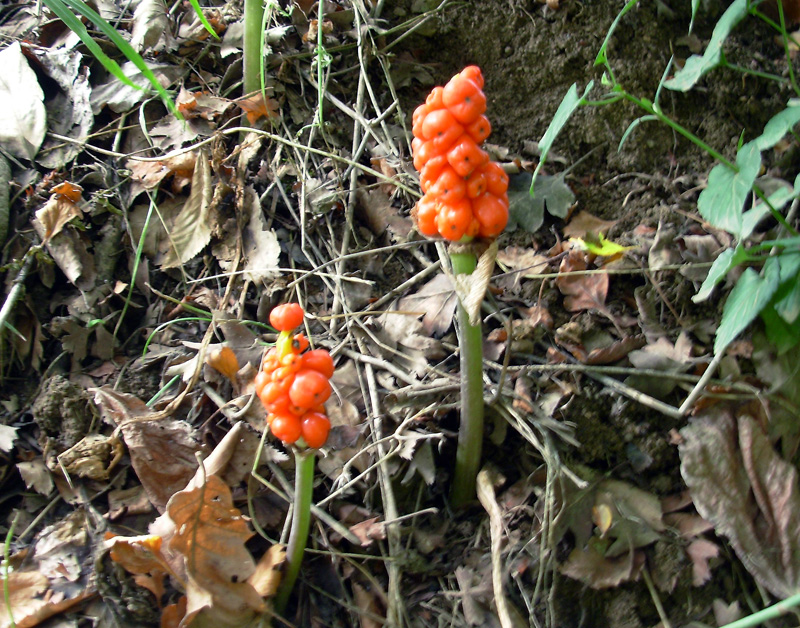
Аронник родственный (Arum consobrinum Schott) — растение семейства аронниковых (Araceae). Распространено в субтропических лесах Кавказа

Территория республики обладает богатой и редкой флорой. На сравнительно небольшой территории встречаются практически все распространённые в мире типы растений. Приблизительно 450 видов растущих в Азербайджане высших, спористых и цветущих растений объединены в 125 отрядах и 920 полах. По общему количеству видов флора Азербайджана, в отличие от других кавказских республик, более богатая. Встречающиеся на территории Азербайджана виды растений составляют 66 % общего количества растущих на Кавказе видов растений. Наряду с широко распространёнными на Кавказе и в других регионах видов растений, в азербайджанской флоре имеются в достаточном количестве растущих только в Азербайджане и характерные его сравнительно небольшим районам около 240 эндемических видов.
Распространение растительного покрова обуславливают физико-географическое формирование региона, климатические условия современных земель, вертикальное зонирование и ряд других факторов.
В низменной части республики до 200-метровой возвышенности развиты пустынные, полупустынные и водно-болотистые виды растений. Группирование пустынных типов растений наблюдается в основном на берегу Каспия, юго-восточном Ширване, Мильской, Муганской и Ширванской равнинах.
На равнинах у подножия гор Большого и Малого Кавказа, на высоте от 200 до 600—700, иногда до 1200 м распространены в основном одно- и многолетние ксерофитные растения и кусты. На более высоких уровнях, на высоте 1200—1800 м, находятся леса. Общая территория Азербайджанской Республики составляет 86,6 млн га. Общая площадь азербайджанских лесов равна 1213,7 тыс. га. Из них покрытая лесами территория составляет 989,5 тыс. га, что составляет 11,4 % общей территории. На душу населения приходится приблизительно 0,12 га, что в 4 раза (0,48 га) меньше соответствующего среднего показателя в мировом масштабе. Несмотря на это, леса богаты своими видами. В них растут 435 видов деревьев и кустов, из них 70 относятся к эндемическим. Для всей территории республики характерны широколиственные леса. Данный тип лесов наиболее широко распространён на низких и средне-гористых частях гор Большого и Малого Кавказа, Талышских гор. На высоте 600—1600 м они во многих местах составляют единый пояс. На остальных участках леса имеют форму лугов и полос.
Азербайджанская Республика считается родиной редких видов деревьев и кустов. Чёрная липа — как реликтовое растение третьего периода. Это дерево наиболее распространено на юге Большого Кавказа, юго-востоке. Позднорастущий тис никогда не занимал больших площадей. Естественной Родиной Эльдарской сосны является Эльдарская выемка Джейранчельского предгорья. Растущие на Талышских горах реликтовые и редкие деревья третьего периода — железное дерево, лянкяранская акация, каштанолистный дуб, кавказская хурма, самшит, гирканский инжир, гирканский клён, дзельква, лапина.

## Животный мир

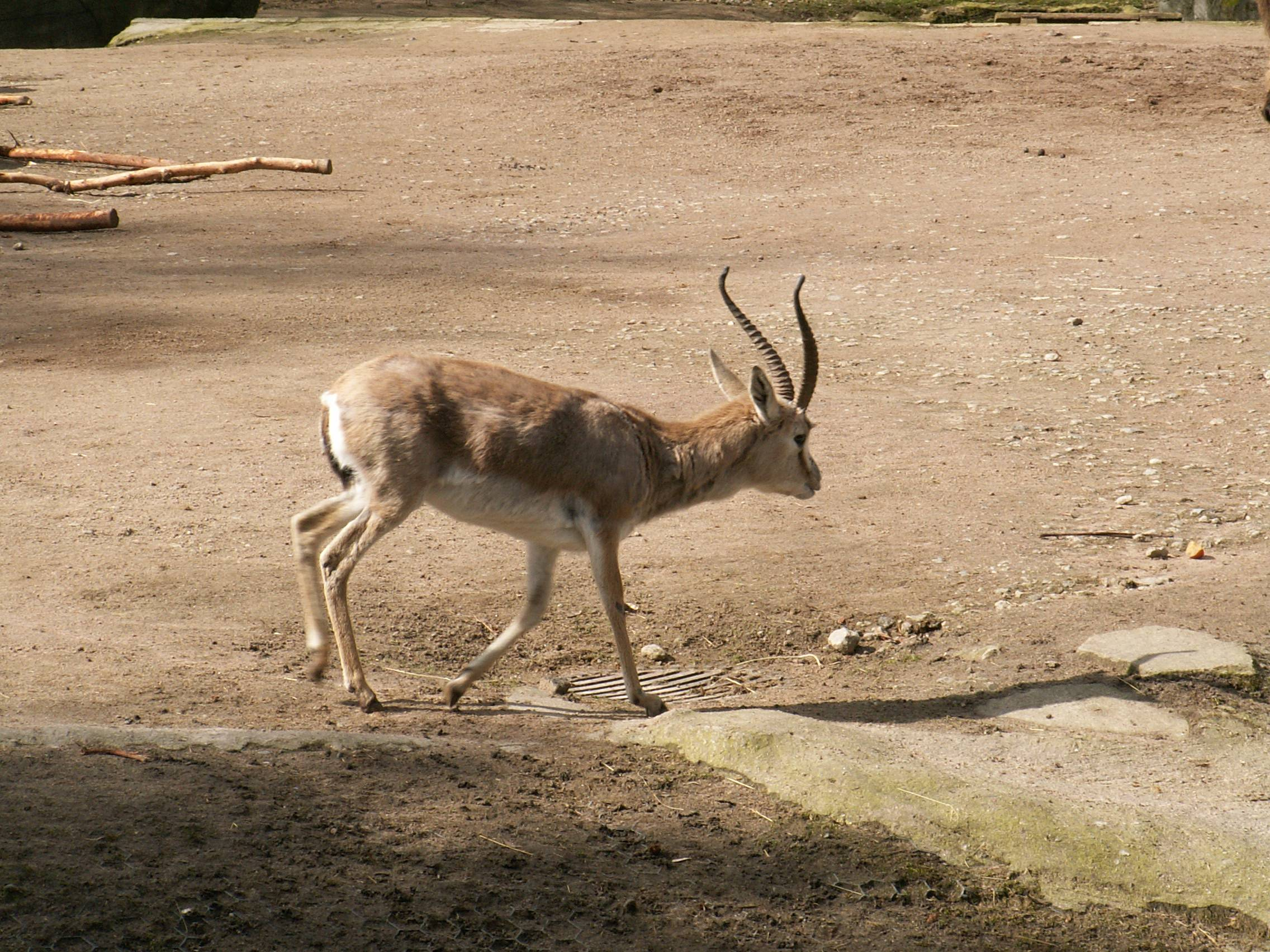
Джейран

Азербайджан находится на стыке нескольких зоогеографических полюсов. Здесь адаптировались к местной природе и обогатили фауну республики некоторые виды животных из соседних территорий Ирана, Средней Азии, стран Средиземного моря. Благодаря разнообразию природных условий на территории Азербайджанской Республики животный мир также представлен различными видами, он включает примерно 12 тыс. видов, в том числе 623 вида позвоночных (более 90 млекопитающих, около 350 видов птиц, более 40 видов пресмыкающихся, более 80 видов рыб, остальные — круглоротые и земноводные). На равнинах распространены пресмыкающиеся, зайцы, волки, лисицы, джейран. В долинах Куры и Аракса водятся дикие кабаны, косули, барсуки, шакалы. В горах обитают благородный олень, дагестанский тур, серна, безоаровый козел, косуля, медведь, рысь, лесной кот, встречаются муфлон и леопард. Интродуцированы такие животные, как пятнистый олень, сайгак, енотовидная собака, американский енот, нутрия, скунс. Весьма разнообразен мир птиц (фазаны, куропатки, тетерева и др.), особенно водоплавающих. Многие из них прилетают на зимовку (утки, гуси, лебеди, цапли, пеликаны, фламинго, бакланы и др.).

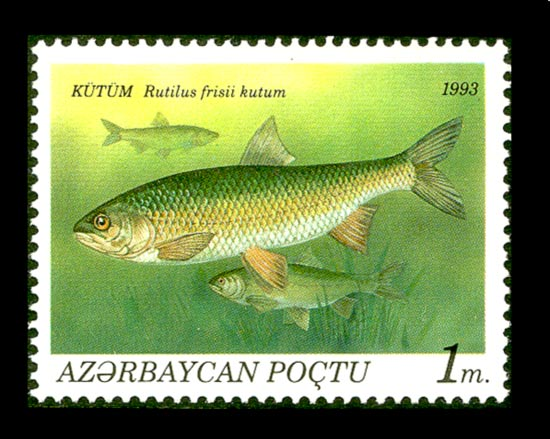
на марке изображён Кутум

В Каспийском море водится много ценных промысловых рыб (лосось, севрюга, белуга, сельдь, кутум, сазан, вобла, жерех, минога, килька и др.), а из млекопитающих — каспийский тюлень.
В «Красную книгу» Азербайджанской Республики занесено 108 видов животных, в том числе 14 видов млекопитающих, 36 видов птиц, 13 видов земноводных и пресмыкающихся, 5 видов рыб и 40 видов насекомых.
В Азербайджане обитают карабахские скакуны, которых издавна разводили в основном для азербайджанских ханов, эта лошадь и до сих пор разводится в Азербайджане.

### Экология
Апшеронский полуостров и другие прибрежные районы являются одними из самых неблагоприятных в экологическом отношении районов земного шара вследствие сильного загрязнения воздуха, воды и почв. Загрязнение почв и грунтовых вод обусловлено использованием ДДТ и токсичных дефолиантов при выращивании хлопка. Загрязнение воздуха связано с промышленными выбросами в Сумгаите, Баку и других городах. Серьёзным источником загрязнения моря является нефтедобывающая и нефтеперерабатывающая промышленность.
Богатая флора и фауна страны подвергается сильному антропогенному воздействию. Леса страдают от рубок и выпаса скота. За счёт вырубки лесов расширяются сельскохозяйственные угодья.
В Азербайджане ведётся работа по охране природной среды. В целях сохранения некоторых участков естественного леса, реликтовой флоры и редких видов животных созданы 14 заповедников и 20 заказников. Особо охраняются благородный и пятнистый олень, серна, джейран, безоаровый козел, муфлон, косуля, сайгак.

## Заповедники
Редкие виды животных (газель, козел породы Безоар, муфлон, косуля, пятнистый олень, сайгак, олень, и т. д.), реликтовые и эндемичные лесные растения, а также ландшафтные комплексы оберегаются в постоянных и временных заповедниках Азербайджана. К примеру, Гызылагадж, Закатала, Гёйгёль, Баситчай, Ширван, Гараязы, Пиргулу, Турьянчай, Хиркан и другие.

## Острова
- Хере-Зиря (Булла)
- Чигиль
- Чилов
- Гиль (Глиняный)
- Бёюк-Зиря (Наргин)
- Пираллахи
- Кара Су
- Гум-Зиря
- Сенги-Муган
- Даш-Зиря (Вульф)
- Зенбил[28]